# Martin Mull
Martin Eugene Mull (Chicago, 18 agosto 1943 – Los Angeles, 27 giugno 2024) è stato un attore e musicista statunitense.

## Biografia
Primogenito dei tre figli di Betty (attrice e regista) e Harold Mull (carpentiere), crebbe a North Ridgeville in Ohio. Nel 1997 partecipò al film televisivo I Robinson di Beverly Hills e nel 1998 al film Richie Rich e il desiderio di Natale. Divenne noto principalmente per aver interpretato il ruolo del vice preside (poi preside) Willard Kraft nella serie tv Sabrina, vita da strega.
Martin Mull morì a Los Angeles il 27 giugno 2024 dopo una lunga malattia all'età di 80 anni.

## Vita privata
Si sposò tre volte: prima dal 1972 al 1978 con l'autrice Kristin Johnson; poi dal 1978 al 1981 con Sandra Baker; infine nel 1982 si sposò con la cantante Wendy Haas da cui ebbe una figlia, Maggie Rose, nata nel 1986.

## Filmografia parziale

### Cinema
- La mia guardia del corpo (My Bodyguard), regia di Tony Bill (1980)
- Mister mamma (Mr. Mom), regia di Stan Dragoti (1983)
- American College (Private School), regia di Noel Black (1983)
- Con le buone maniere si ottiene tutto (Bad Manners), regia di Robert Houston (1984)
- Signori, il delitto è servito (Clue), regia di Jonathan Lynn (1985)
- Non giocate con il cactus (O.C. and Stiggs), regia di Robert Altman (1985)
- Rented Lips, regia di Robert Downey Sr. (1988)
- Il ritorno di Brian (Cutting Class), regia di Rospo Pallenberg (1989)
- Miracolo a Santa Monica (Miracle Beach), regia di Skott Snider (1992)
- Mrs. Doubtfire - Mammo per sempre (Mrs. Doubtfire), regia di Chris Columbus (1993)
- Una promessa è una promessa (Jingle All the Way), regia di Brian Levant (1996)
- Relative Strangers - Aiuto! sono arrivati i miei (Relative Strangers), regia di Greg Glienna (2006)
- Killers, regia di Robert Luketic (2010)
- A Futile and Stupid Gesture, regia di David Wain (2018)

### Televisione
- Fortuna a palate (Lots of Luck), regia di Peter Baldwin – film TV (1985)
- Pappa e ciccia (Roseanne) – serie TV, 46 episodi (1991-1997)
- Sabrina, vita da strega (Sabrina, the Teenage Witch) – serie TV, 73 episodi (1997-2000)
- I Robinson di Beverly Hills (Beverly Hills Family Robinson), regia di Troy Miller – film TV (1997)
- Richie Rich e il desiderio di Natale (Richie Rich's Christmas Wish), regia di John Murlowski – film TV (1998)
- The Ellen Show – serie TV, 18 episodi (2001-2002)
- Due uomini e mezzo (Two and a Half Men) – serie TV, 6 episodi (2008-2013)
- Law & Order - Unità vittime speciali (Law & Order: Special Victims Unit) – serie TV, un episodio (2008)
- Til Death - Per tutta la vita ('Til Death) – serie TV, 12 episodi (2010)
- Life in Pieces – serie TV, 4 episodi (2015-2017)
- The Ranch – serie TV, 7 episodi (2016-2020)
- NCIS: Los Angeles – serie TV, un episodio (2017)
- Grace and Frankie – serie TV, un episodio (2022)
- Non sono ancora morta (Not Dead Yet) – serie TV, episodi 1x01-1x05-1x09 (2023)
- Afterparty (The Afterparty) – serie TV, 2 episodi (2023)

### Doppiatore
- I Simpson – serie TV, 1 episodio (1998)
- Teamo Supremo – serie TV, 7 episodi (2002)
- Danny Phantom – serie TV, 16 episodi (2004-2007)

## Doppiatori italiani
Nelle versioni in italiano delle opere in cui ha recitato, Martin Mull è stato doppiato da:
- Dario Penne in Relative Strangers - Aiuto! sono arrivati i miei, Law & Order - Unità vittime speciali, Killers (edizione TV)
- Nino Prester in Miracolo a Santa Monica, Killers
- Ennio Coltorti in Psych, Non sono ancora morta
- Massimo Foschi in La mia guardia del corpo
- Saverio Moriones in Mister mamma
- Guido Sagliocca in Fortuna a palate
- Paolo Poiret in Signori, il delitto è servito
- Carlo Sabatini in Sabrina, vita da strega
- Franco Mannella in Mrs. Doubtfire - Mammo per sempre
- Pino Ammendola in Una promessa è una promessa
- Oreste Rizzini ne I Robinson di Beverly Hills
- Antonio Guidi in Richie Rich e il desiderio di Natale
- Raffaele Uzzi in Due gemelli e una monella
- Stefano Mondini in Due uomini e mezzo
- Paolo Lombardi in Til Death - Per tutta la vita
- Gino La Monica in Veep - Vicepresidente incompetente
- Ambrogio Colombo in The Cool Kids
- Alberto Olivero in Community
- Luca Violini in Life in Pieces
- Giorgio Lopez in NCIS: Los Angeles
- Toni Garrani in A Futile and Stupid Gesture
- Pietro Biondi in Brooklyn Nine-Nine
- Carlo Valli in Afterparty

Da doppiatore è sostituito da:
- Massimo De Ambrosis in Teamo Supremo
- Ivo De Palma in Danny Phantom

## Discografia
- Martin Mull (1972)
- "Dueling Tubas" (Singolo) (1973)
- Martin Mull and His Fabulous Furniture In Your Living Room! (1973)
- Normal (1974)
- In The Soop With Martin Mull (1974)
- Days Of Wine And Neuroses (1975)
- I'm Everyone I've Ever Loved (1977)
- No Hits, Four Errors - The Best Of Martin Mull (1977)
- Sex & Violins (1978)
- Near Perfect/Perfect (1979)
- Mulling it Over - A Musical Ouvre - View of Martin Mull (1998)